# Cinorrincs
Els cinorrincs (Kinorhyncha, del grec kīneō, 'moure' + rhynchos 'musell') són un embrancament de diminuts (1 mm o menys) invertebrats pseudocelomats marins que viuen en el fang i la sorra de les profunditats.
Estan segmentats amb un cos consistent de cap, coll i un tronc d'onze fragments. No tenen cilis externs, però en canvi tenen un nombre d'espines al llarg del cos, a més de diversos cercles d'espines al llarg del cos que fan servir per a la locomoció. Les espines són part de la cutícula secretada per l'epidermis; se l'han de canviar diverses vegades a mesura que desenvolupen el cos. El cap és totalment retràctil i es cobreixen per una sèrie de plaques del coll.
Els cinorrincs mengen diatomees i qualsevol altra cosa que trobin al fang.
Hi ha dos sexes d'aspecte semblant, i les larves són de vida lliure, però se sap molt poc del seu procés de reproducció.
Els seus parents més propers són els embrancaments dels loricífers i els priapúlids, constituint tots junts el clade dels escalidòfors.

## Classificació
Els dos subgrups de cinorrincs estan generalment classificats en ordres en comptes de fer-ho en classes. Se'n coneixen unes 350 espècies.
Ordre Cyclorhagida
- Subordre Cyclorhagae
  - Família Echinoderidae
  - Família Zelinkaderidae
  - Família Centroderidae
  - Família Dracoderidae
- Subordre Conchorhagae
  - Família Semnoderidae
- Subordre Cryptorhagae
  - Família Cateriidae

Ordre Homalorhagida
- Subordre Homalorhagae
  - Família Pycnophyidae
  - Família Neocentrophyidae

## Cladograma
| Kinorhyncha | \| \| Cyclorhagida \| \| \| \| \| \| Homalorhagida \| \| \| \| |
|             | \| \| Cyclorhagida \| \| \| \| \| \| Homalorhagida \| \| \| \| |
|             | Loricifera                                                     |
|             |                                                                |
|             | Priapulida                                                     |
|             |                                                                |
|             | Cyclorhagida                                                   |
|             |                                                                |
|             | Homalorhagida                                                  |
|             |                                                                |

|  | Cyclorhagida  |
|  |               |
|  | Homalorhagida |
|  |               |